# Черна
Че́рна (раніше — Чорна) — село в Королівській селищній громаді Берегівського району Закарпатської області України.

## Історія
В урочищі Діброва, на мисоподібному уступі правого берега ріки Плешка, зібрано колекцію ранніх і пізньопалеолітичних виробів з кременю, андезиту і кварциту. В околицях Чорної, в урочищах Плешка, Гурка, Млиновці, Винниця, Магуріча, Березник, Свинарка – мустьєрські і пізньопалеолітичні місця знахідок.
Під час панування в Угорщині Арпадів (896-1305 рр) згадки про село Черну не зустрічаємо. В історичних джерелах село Черна згадується в королівській грамоті за 1351 рік як село, належне до замку Нялаб. Основними його власниками були власники замку Няляб: родини Драгфі, а після 1405 р. родина Перені.

## Символіка

### Герб
Щит із золотою облямівкою, всіяною золотими жолудями, перетятий лазуровим та зеленим. У другій частині чорне усічене вістря, обтяжене золотою дубовою гілкою з таким же листям і жолудем, яке супроводжується справа срібною рибою в перев'яз справа, а зліва - золотим раком в перев'яз зліва. Поверх усього золотий дуб з вирваним корінням і зеленими жолудями.

### Прапор
Прямокутне полотнище із співвідношенням сторін 2:3 складається з двох рівновеликих горизонтальних смуг блакитного та зеленого кольорів.

## Релігія
Єпископ Мукачівської єпархії Михаїл Мануїл Ольшавський (1743-1767). Він, згідно з розпорядженням імператриці Марії-Терезії від 21 квітня 1750 року, відвідав у 1751 році всі парафії Угочанського комітату. Про кожну з них написав детальні протоколи. Про село Черну залишилися такі його записи:
«Парохія Черна. Це село адмініструє парох новоселицький, де тепер священиком є Іоан Горзов… Газдів є 16, дають по віку (віко – одиниця виміру зерна, кошик місткістю 25-30кг) кукурудзи і один день роботи… Проти священика нічого не мають. Баба присяжна (повитуха) - є. Дяк ніякого участка не має і нічого йому не платять. Вільного церковника нема, тому дзвоніння не було. Село є власністю Сигізмунда Перені. Церква: дерев’яна, дранкою покрита, з вежею. Невідомо ким була благословенна, знаходиться в доброму стані. Євхаристія зберігається в дерев’яній коробці, досить чиста. Чаша з приналежностями металічна… Дзвони два, тепер благословенні. Посвячена святому Михаілу. Книги церковні всі.» Єпископ Мукачівської єпархії Андрій Бачинський уклав договір із заступником голови Угочанської намісницької ради графом Павлом Фештетичем (1729-1782), згідно з яким держава брала на себе зобов’язання надати матеріальну і грошову допомогу на реконструкцію і ремонт старих та будівництво нових церков. В селі Черна першим здобутком цієї угоди стало те, що в 1846 році була побудована школа з однокласним приміщенням.
Багато зусиль до спорудження церкви доклали куратори Василь Регеці, Василь Кіфор, родини Кіфорів, Регеціїв, Чонків, Лобалів, Плисків, Барничків, Івашків, Тудовшіїв і Баториків.
Із шематизмів видно, що до 1693 року Черна була самостійною парохією, а в 1775 році згадується як філія парохії села Крива, а з 1811 по 1921 рік – філія села Новоселиця.
Останнім священиком перед забороною греко-католицької церкви був Володимир Попович (1941-1949), який 22 лютого 1949 року перейшов у російське православ’я, без згоди вірників перевів церкву і їх до російської православної церкви. Пізніше за це був переведений на більш престижну парохію у Королево.
Зрозумівши, що надії на повернення церкви в їхнє користування є марними, греко-католики вирішили побудувати собі нову церкву. Освячення наріжного каменя, хреста і ділянки під будівництво нової церкви Введення в Храм Пресвятої Богородиці провів владика Мілан Шашік 9 грудня 2007 року. Керував усіма роботами тодішній парох громади о. Степан Федорко.
Однією із найважливіших турбот було фінансове забезпечення будівництва храму, який спроектував архітектор Василь Черкун. Храм 21 листопада 2010 року освятив владика Мілан Шашік. Частину оздоблювальних робіт, зокрема, іконостас вирізьбив о. Тарас Бурлака, який зараз обслуговує громаду. Церква має чотири дзвони (500, 350, 120 і 60кг). Їх закупили сім’ї заробітчан: Філеї Наталія і Василь, Баторики Ганна і Михайло.

## Населення
Згідно з переписом УРСР 1989 року чисельність наявного населення села становила 2131 особа, з яких 1028 чоловіків та 1103 жінки.
За переписом населення України 2001 року в селі мешкало 2187 осіб.

### Мова
Розподіл населення за рідною мовою за даними перепису 2001 року:
| Мова       | Відсоток |
| ---------- | -------- |
| українська | 99,15 %  |
| російська  | 0,54 %   |
| угорська   | 0,22 %   |
| молдовська | 0,04 %   |
| румунська  | 0,04 %   |

## Туристичні місця
- Кизилова плантація. Уже більше 600 років росте у підніжжі місцевих гір кизил. А починалася посадка плантації тоді, коли Європою гуляла чума і смерть косила майже всіх, не жаліючи нікого. Саме тоді, щоб врятувати місцеве населення від смертельної небезпеки, вчителю і духовному наставнику Королівського замку Бенедикту Комятію прийшла ідея посадити кизилову плантацію і з плодів якого виробляти цілющий еліксир проти страшної чуми. Володарі цього замку погодилися на таку ідею і в 4 місцях свого володіння виділили землю для плантації. Це в с. Черна, Тарна Маре (тепер Румунія), с. Рокосова і на схилах Чорної гори біля Виноградова. Вчений–ентузіаст знав, що робить, бо за своє життя багато подорожував і вивчав не лише гуманітарні науки, а й природні. Тож якою радістю для нього була та мить, коли у підвалах Королівського замку вдалося виробляти і розливати цінний бальзам у керамічний посуд і відправляти її не лише правителям та знаті, а й усім, хто не хотів захворіти на цю недугу.
Потім з'ясується, що кизил (дерен) дуже цінна продукція для медичних препаратів та лікувань від багатьох недуг. Тож серед місцевих мешканців навколишніх сіл і нині широко використовується для лікування не лише його плоди, а й молоде листя та гілки. А найголовніше, що місцеві оборигени зуміли донести рецепти приготування цього чудодійного бальзаму до наших днів. І на різноманітних місцевих фестивалях рекламують його.
Ще у 1985 році при Виноградівській районній аптеці завідувач Могорита Павло розробив проект по випуску цього кизилового бальзаму. Було проведено детальне хімічне та біологічне дослідження напою, підготовлена документація на його реалізацію. Та деякі радянські наукові установи позаздрили цьому проектові і призупинили його втілення у життя, ба всі наукові розробки тоді мали виходити із благословення Москви та Києва. Пізніше, цю ідею підхопили деякі інститути і молоді вчені на її основі захистили наукові дисертації.
- в урочищах Плешка, Гурка, Млиновці, Винниця, Магуріча, Березник, Свинарка – мустьєрські і пізньопалеолітичні місця знахідок.
- храм св. арх. Михайла. 1896